# Daihatsu Taft (2020)
La Daihatsu Taft (in giapponese: ダイハツ ・ タフト, Daihatsu Tafuto) è un'autovettura del tipo kei car costruita dalla casa automobilistica giapponese Daihatsu a partire dal 2020.

## Il contesto
Il nome in codice della vettura è LA900; il nome "Taft" è stata ripreso dopo essere stato utilizzato per l'ultima volta sul fuoristrada Taft serie F70. Il nome "Taft" è l'acronimo di "Tough & Almighty Fun Tool". 
La vettura, che viene costruita sulla piattaforma Daihatsu New Global Architecture, è stata presentata per la prima volta al salone di Tokyo nel gennaio 2020 sotto forma di prototipo, per poi essere messa in vendita nel giugno 2020.
La Taft riprende il design dalla concept car WakuWaku, che era stata presentata al Motor Show di Tokyo 2019.